# Harry Buhl
Harry Carlo Buhl (født 25. marts 1922 død 5. august 2004[kilde mangler]) er en tidligere dansk atlet og viktualiehandler. Han var medlem af Københavns IF. Han var på landsholdet 1947.

## Danske mesterskaber
- Sølv 1949 Spydkast 56,42
- Bronze 1947 Spydkast 56,17

## Personlige rekord
- Spydkast: 58,45 (1947)
- Kuglestød: 11,95 (1945)